# Signe Deurell
Signe Maria Deurell, född Widforss 10 augusti 1893 i Adolf Fredriks församling i Stockholm, död 14 juli 1981 i Bromma, var en svensk skådespelerska.

## Biografi
Rollen som fru Hellberg i Gustaf Edgrens Röda dagen (1931) kom att bli hennes enda filmroll. Hon gifte sig 1918 med skådespelaren Carl Deurell och tillsammans fick de barnen Anders (född 1919) och Carl-Olof (född 1923). Deurell är begravd på Bromma kyrkogård i Stockholms län.

## Filmografi
- 1931 – Röda dagen